# Каменка (Ачинский район)
Каменка — деревня в Ачинском районе Красноярского края России. Входит в состав Ключинского сельсовета.

## География
Деревня расположена в 12 км к югу от райцентра Ачинск.

## Население
| 1989 | 2002 | 2010  |
| ---- | ---- | ----- |
| 47   | ↘29  | ↗1208 |

Гендерный состав
По данным Всероссийской переписи населения 2010 года 575 мужчин и 633 женщины из 1208 чел.

## Взрыв в воинской части под Ачинском
5 августа 2019 года, в 17:30, по причине возгорания начались взрывы на складе боеприпасов. Вечером того же дня жителей ближайших к Каменке районов начали эвакуировать, также большое количество эвакуировались сами, из за этого дороги были переполнены и образовались пробки. Взрывы продолжались до 6 августа, на следующий день власти сообщили что взрывы прекратились, но уже 9 числа того же месяца взрывы повторились.
Пострадали 14 человек, 1 погиб.